# Apodanthera argentea
Apodanthera argentea är en gurkväxtart som beskrevs av Célestin Alfred Cogniaux. Apodanthera argentea ingår i släktet Apodanthera och familjen gurkväxter. Inga underarter finns listade i Catalogue of Life.